# 石羊镇 (新田县)
石羊镇，是中华人民共和国湖南省永州市新田县下辖的一个乡镇级行政单位。

## 行政区划
石羊镇下辖以下地区：
乐山村、田心村、宋家村、地头村、石羊村、长亭村、坪山村、文明村、下源村、周山村、龙眼头村、乐大晚村、沙田村、张家湾村、清水湾村、田头村、山口洞村、水车洞村、三源头村、欧家窝村、塘罗村、东田村、赤湾头村、立新村、史家村和廖宅晚村。